# Aechmea flavorosea
Aechmea flavorosea är en gräsväxtart som beskrevs av Edmundo Pereira. Aechmea flavorosea ingår i släktet Aechmea och familjen Bromeliaceae. Inga underarter finns listade i Catalogue of Life.

## Bildgalleri

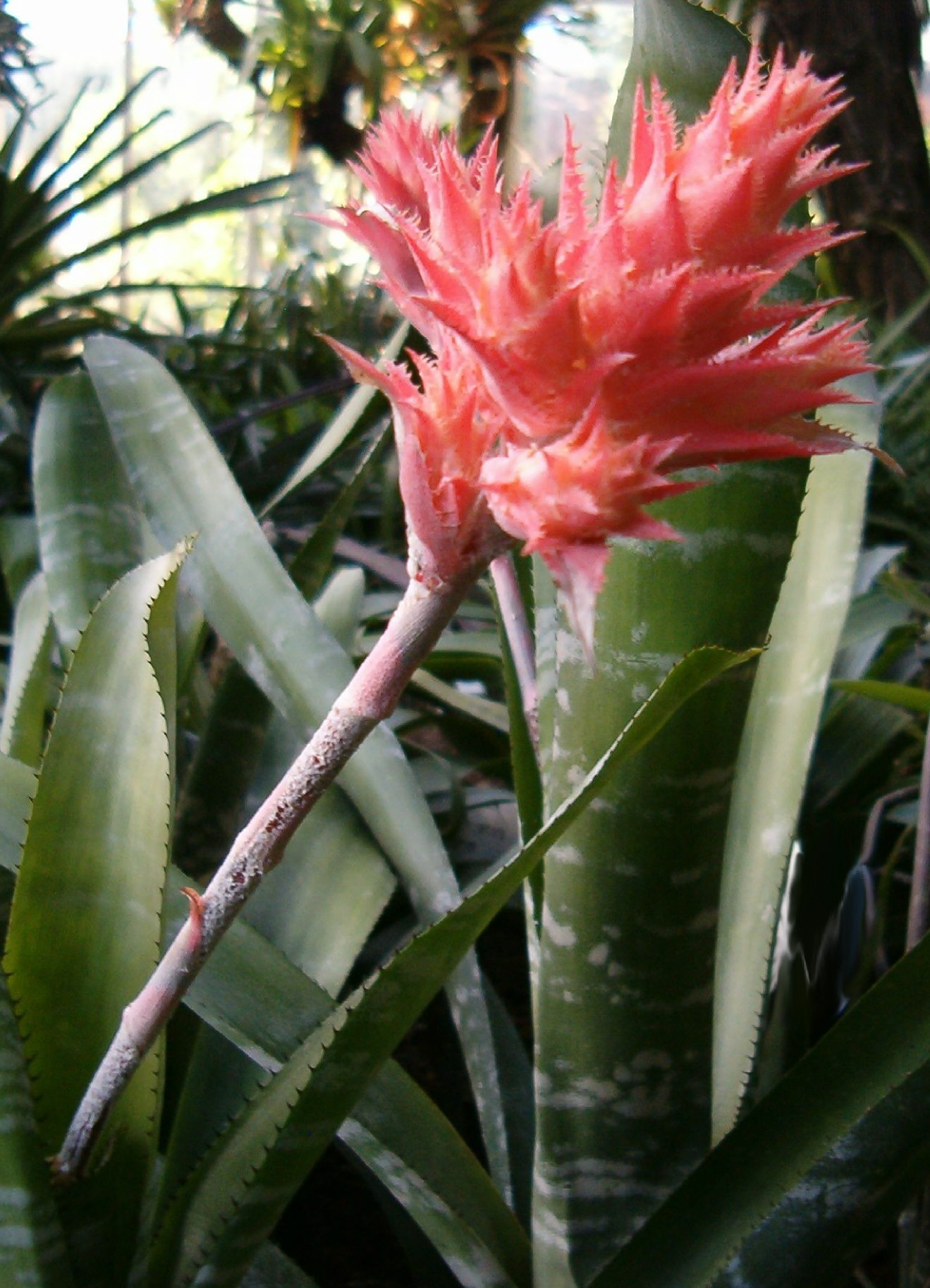
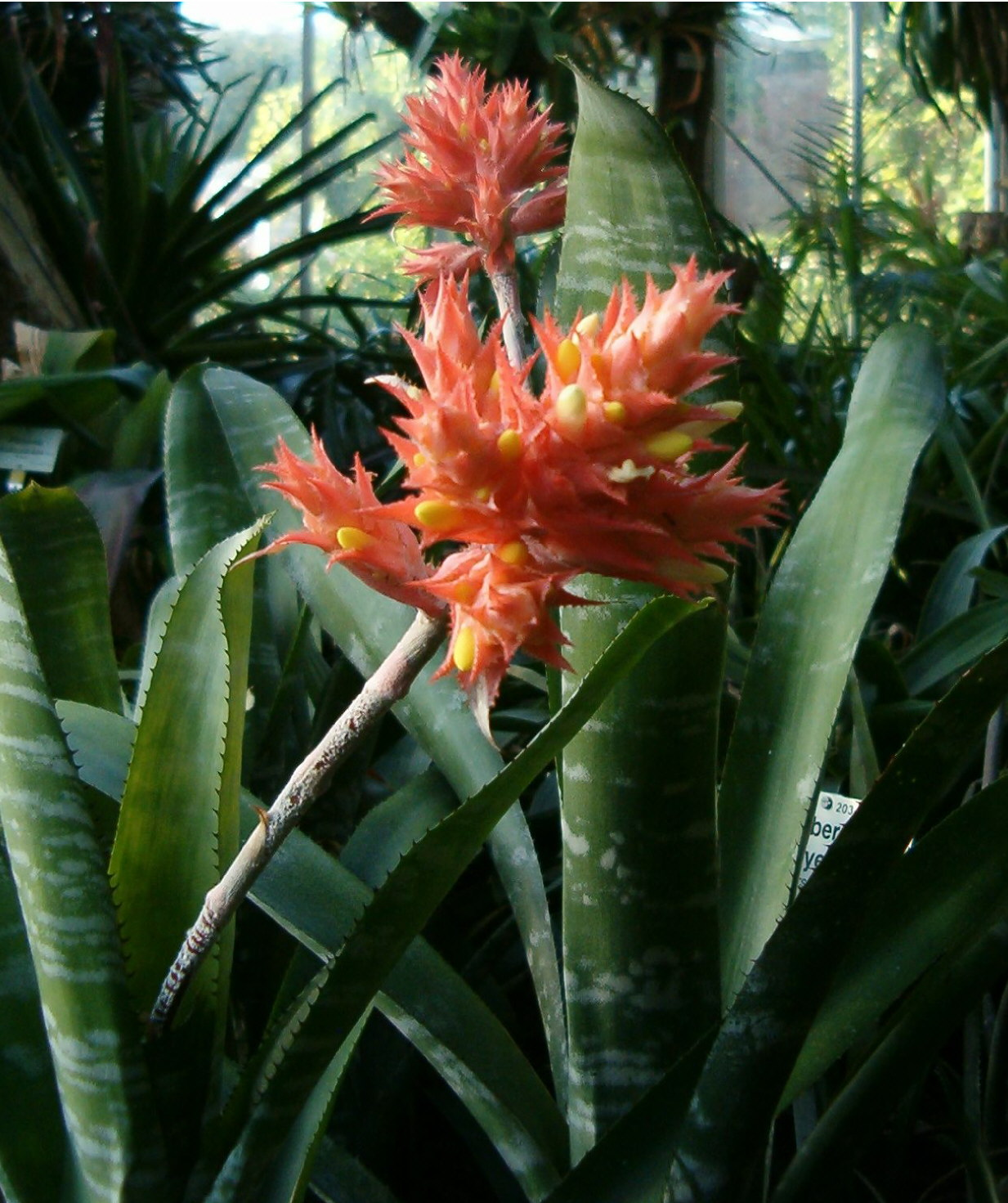
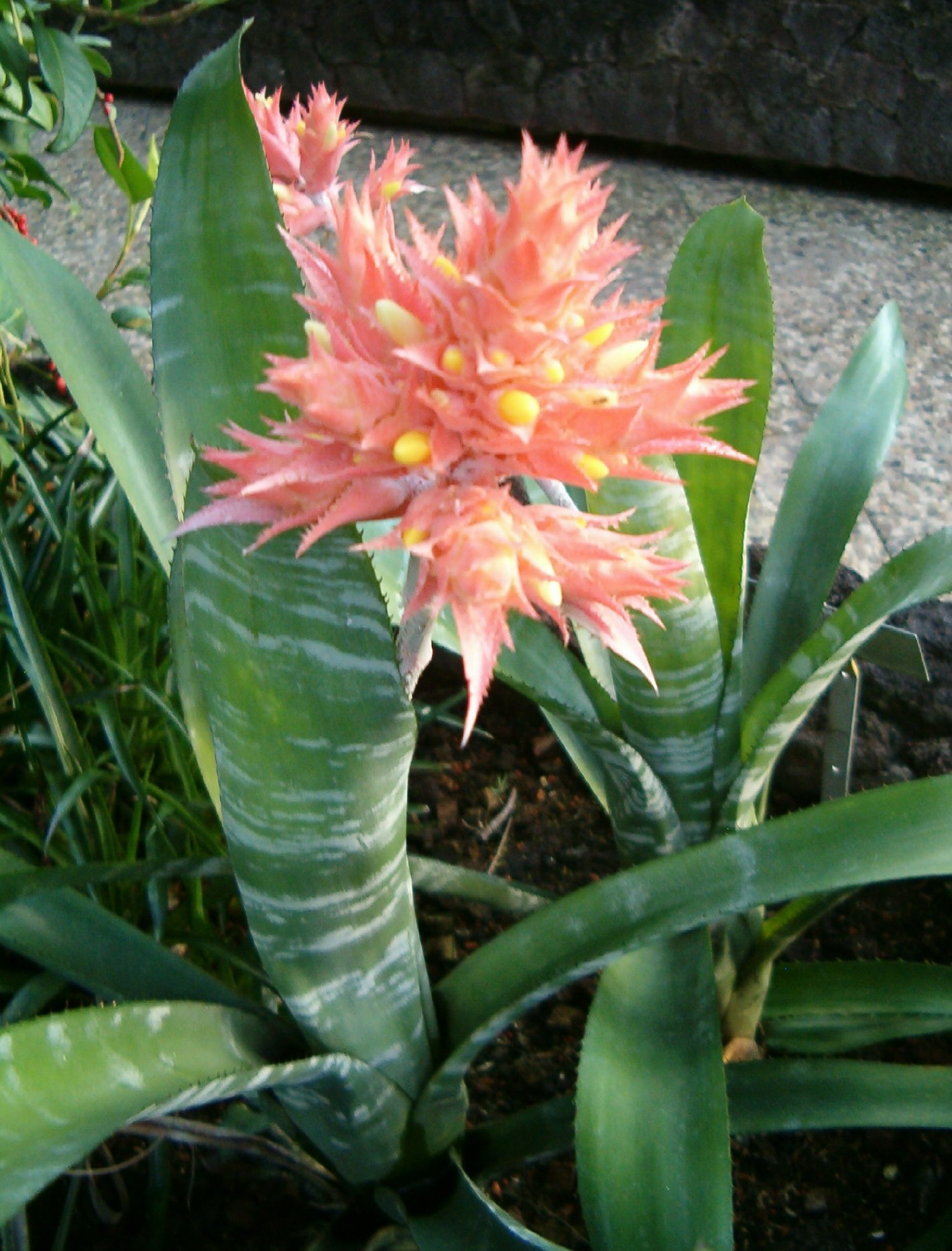
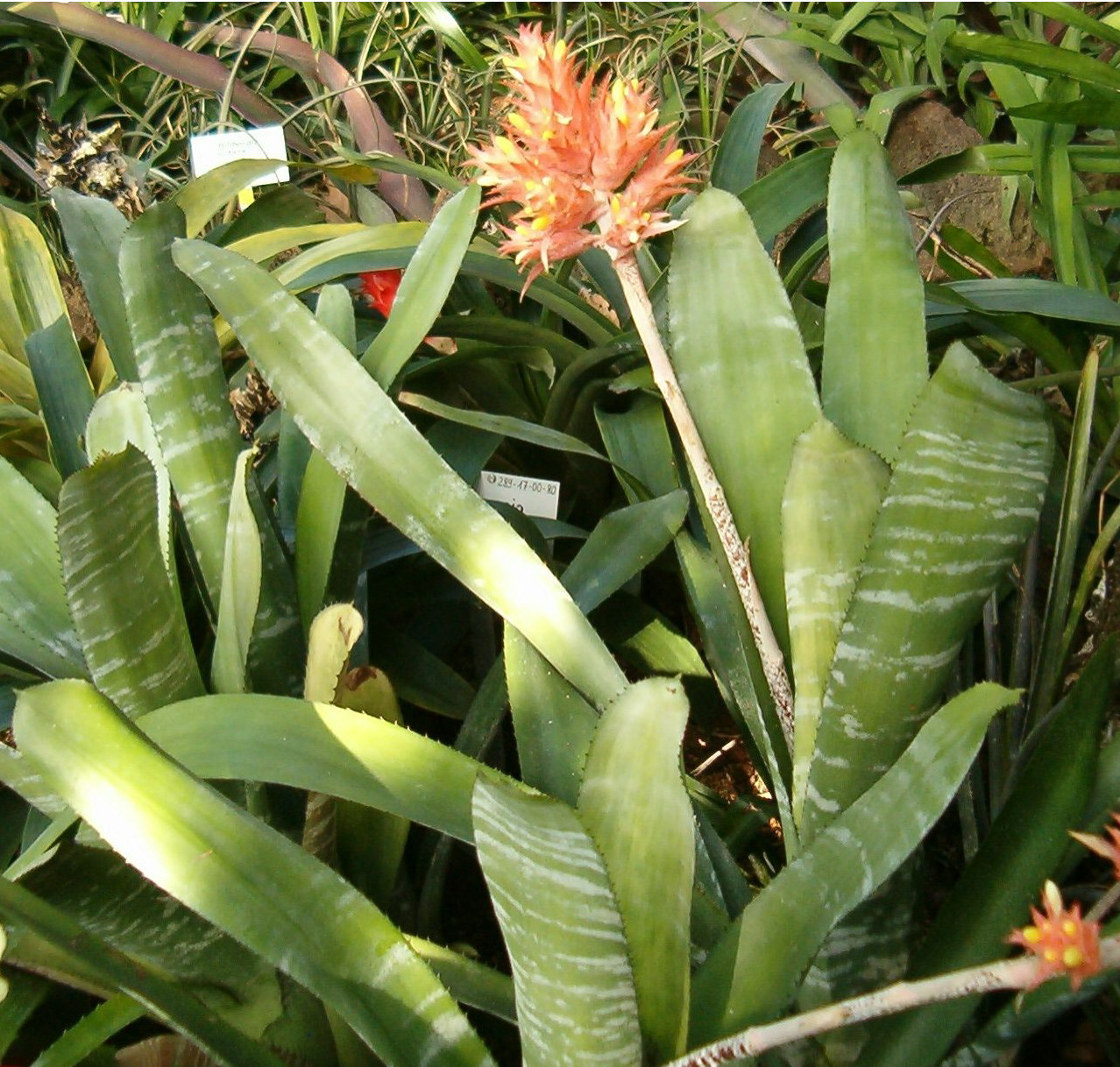
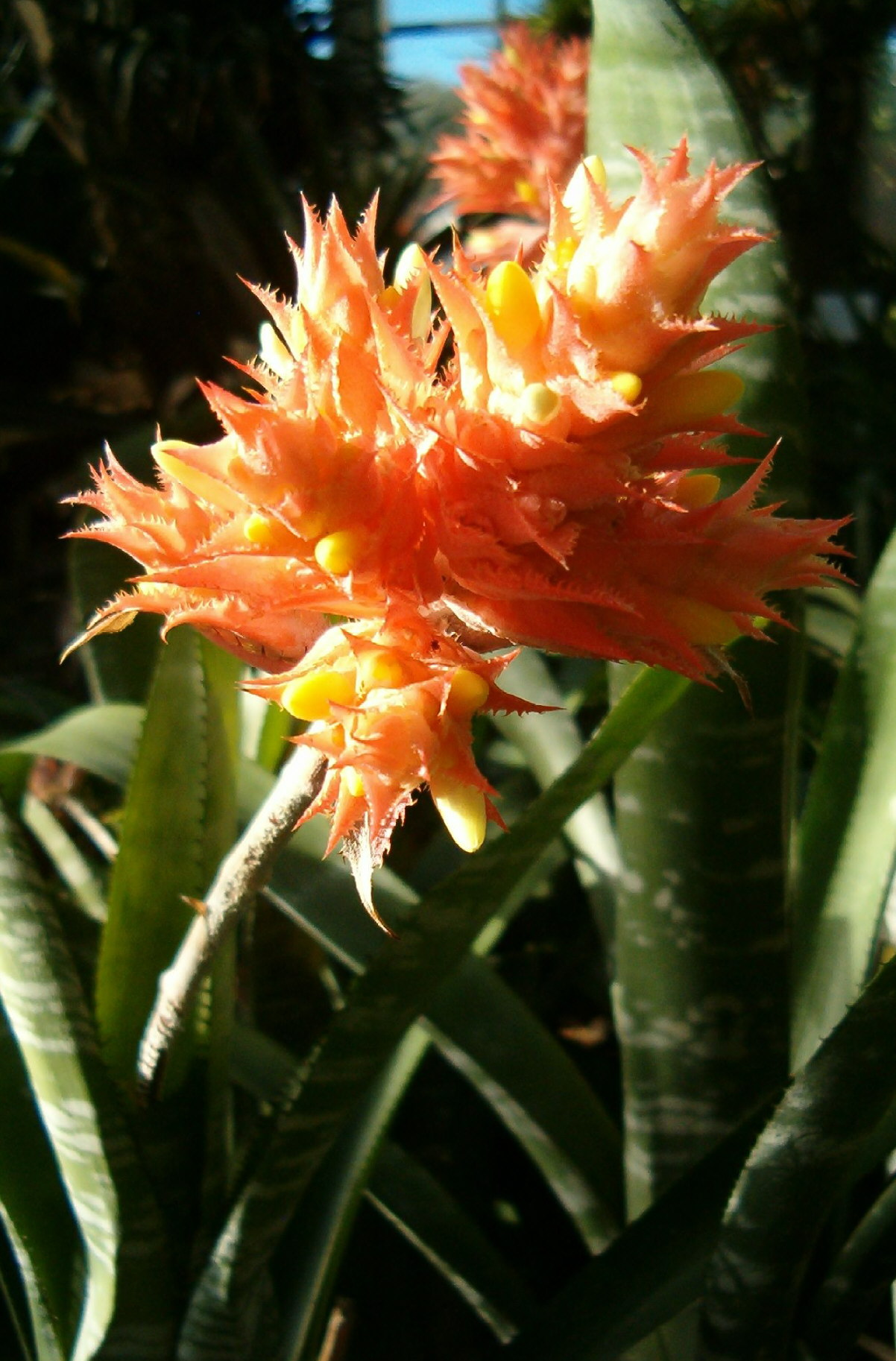
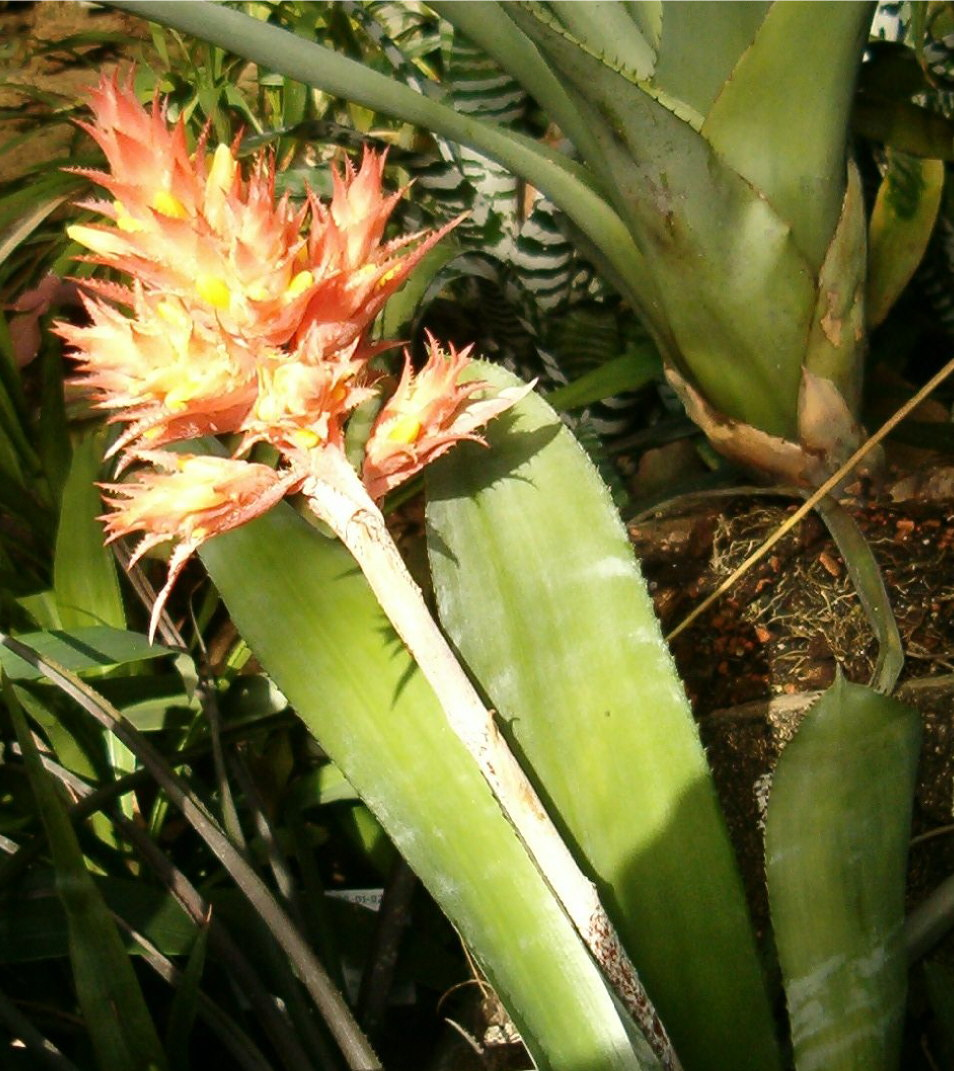